# Lijst van Japanse kranten
Dit is een  lijst van Japanse kranten :

## Nationale kranten
- Asahi Shimbun
- Mainichi Shimbun
- Yomiuri Shimbun
- Nihon Keizai Shimbun
- Sankei Shimbun

## Financieel-economische kranten
- Nihon Kogyo Shimbun
- Nikkan Kogyo Shimbun
- Nikkei Kinyu Simbun
- Nikkei Ryutsu Simbun,
- Nikkei Sangyo Shimbun

## Regionale/Lokale kranten
- Hokkaido Shimbun
- Too Nippo
- Daily Tohoku
- Iwate Nippo
- Kahoku Shimpo
- Akita Sakigake Shimpo
- Yamagata Shimbun
- Fukushima Minpo
- Fukushima Min'yu
- Ibaraki Shimbun
- Shimotsuke Shimbun
- Jomo Shimbun
- Saitama Shimbun
- Chiba Nippo
- Tokyo Shimbun
- Kanagawa Shimbun
- Niigata Nippo
- Kitanippon Shimbun
- Hokkoku Shimbun
- Hokuriku Chunichi Shimbun
- Fukui Shimbun
- Yamanashi Nichinichi Shimbun
- Shinano Mainichi Shimbun
- Gifu Shimbun
- Shizuoka Shimbun
- Chunichi Shimbun
- Ise Shimbun
- Kyoto Shimbun
- Kobe Shimbun
- Nara Shimbun
- Nihonkai Shimbun
- San'in Chuo Shimpo
- San'yo Shimbun
- Chugoku Shimbun
- Tokushima Shimbun
- Shikoku Shimbun
- Ehime Shimbun
- Kochi Shimbun
- Nishinippon Shimbun
- Saga Shimbun
- Nagasaki Shimbun
- Kumamoto Nichinichi Shimbun
- Oita Godo Shimbun
- Miyazaki Nichinichi Shimbun
- Minaminippon Shimbun
- Ryukyu Shimpo
- Okinawa Times

## Sportkranten
- Nikkan Sports
- Sports Nippon
- Hochi Shimbun
- Sankei Sports
- Daily Sports
- Doshin Sports
- Tokyo Sports
- Tokyo Chunichi Sports
- Chunichi Sports
- Chukyo Sports
- Osaka Sports
- Nishinippon Sports
- Kyushu Sports

## Boulevardbladen
- Yukan Fuji
- Nikkan Gendai